# إدوارد باتيست
إدوارد باتيست (بالفرنسية: Édouard Batiste)‏ هو ملحن فرنسي، ولد في 28 مارس 1820 في باريس في فرنسا، وتوفي بنفس المكان في 9 نوفمبر 1876.

## وصلات خارجية
- إدوارد باتيست على موقع ميوزك برينز (الإنجليزية)
- إدوارد باتيست على موقع ديسكوغز (الإنجليزية)